# 珊瑚の子守唄
『珊瑚の子守唄』は、日本の音楽ユニットティンクティンクがリリースしたミニアルバム。

## 収録曲
1. 珊瑚の子守唄
2. 故郷
3. いつだって
4. 真夏陽
5. ひまわり

| スタブアイコン | サブスタブ | この項目は、まだ閲覧者の調べものの参照としては役立たない、アルバムに関連した書きかけの項目です。この項目を加筆・訂正などしてくださる協力者を求めています（P:音楽/PJ:アルバム）。 |